# Dragonheart
Dragonheart és una pel·lícula d'aventures fantàstiques de 1996 dirigida per Rob Cohen. És protagonitzada per Dennis Quaid, David Thewlis, Pete Postlethwaite, Dina Meyer, i la veu de Sean Connery. Va ser nominada a l'Oscar als millors efectes visuals i altres premis en 1996 i 1997. La pel·lícula també va inspirar un directe a vídeo seqüela, Dragonheart 2: Un nou començament.

## Argument
En 1984 d'Anglaterra, el cavaller Bowen (Dennis Quaid) mentors príncep saxó Einon (Lee Oakes) en els ideals de la cavalleria en l'esperança que es convertirà en un millor rei que el seu pare tirànic. Quan el rei és assassinat, mentre que la supressió d'una revolta camperola, Einon s'afanya a reclamar la seva corona i està ferit de mort mentre que la lluita dels camperols noia Kara (Sandra Kovacicova). Einon mare, la reina Aislinn (Julie Christie), l'ha portat abans a un drac a qui implora per salvar la vida. El drac reemplaça cor danyat Einon amb un tros de la seva pròpia la promesa que Einon governarà amb justícia i la virtut. No obstant això, aviat es converteix en Einon tan tirànic com el seu pare, esclavitzant als ex rebels i obligar-los a reconstruir un castell romà. Bowen creu que el cor del drac ha torçat Einon, i jura venjar-se de tots els dracs.
Dotze anys més tard, (David Thewlis) Einon el castell ha estat reconstruït i Bowen s'ha convertit en un drac assassí. Germà Gilbert (Pete Postlethwaite), un monjo i aspirant a poeta, observa assassinat Bowen un drac i el segueix per registrar les seves gestes. Bowen tiges d'un altre drac en la seva cova, però l'enfrontament acaba en un carreró sense sortida. El drac (veu de Sean Connery) afirma que és l'últim de la seva espècie, i per tant, si mata Bowen que estarà fora de la feina. Els dos formen una aliança per estafar als pobladors locals, amb etapes de drac assassinats. Bowen crida a Draco el drac, després de la constel·lació d'estrelles. Sense el coneixement de Bowen, Draco és el drac que va compartir el seu cor amb Einon, ia través d'aquesta connexió de cap mena de dolor infligit a un també se sent de l'altra.
Mentrestant, Kara (Dina Meyer) cerca venjar de Einon per l'assassinat del seu pare i és empresonat. Einon la reconeix com la responsable de la seva propera a la mort i intents de seduir a un. Aislinn, disgustat per la qual cosa el seu fill s'ha convertit, l'ajuda a escapar. Kara tracta de reunir els pobladors contra Einon, però en canvi li va oferir com a sacrifici a Draco, que la porta al seu cau. Einon arriba a recuperar la seva lluita i Bowen, declarant que ell mai va creure en el codi del cavaller d'honor. Draco intervé i fuig Einon. Kara li pregunta Bowen per ajudar a enderrocar Einon, però es nega el cavaller desil·lusionat.
Bowen i Draco següent escena drac assassinat va malament i els seus Amb exposat. Draco es Bowen, Kara, i Gilbert a Avalon, on es refugien entre les tombes dels Cavallers de la Taula Rodona. Draco revela la connexió entre ell i Einon, indicant que esperava donar al príncep un tros del seu cor anava a canviar la naturalesa Einon i reunir les races de l'home i el drac. A través d'aquesta acció Draco esperava guanyar un lloc del constel·lació del mateix nom, que és un paradís per als dracs de demostrar la seva vàlua. Tem que el seu fracàs li va costar la seva ànima, i es compromet a ajudar a Kara i Gilbert contra Einon. Després d'experimentar una visió del rei Artús que li recorda el seu codi de cavalleria, Bowen es compromet a ajudar també.
Amb Bowen i Draco per la seva banda, els pobladors estan organitzats en una força de combat formidable. Aislinn Einon presenta amb un grup de caçadors de drac, en secret sabent que la mort d'en Draco farà Einon a morir també. Els habitants del poble estan a la vora de la victòria contra la cavalleria Einon quan Gilbert vagues Einon amb una fletxa. Draco se sent el dolor també, cau del cel, i és capturat. Einon s'adona que és realment immortal, sempre que Draco es manté viva, i determina mantenir el drac empresonat. Aislinn intenta matar Draco durant la nit, però els assassinats Einon ella.
Els rebels envaeixen castell Einon, i Draco demana Bowen per matar-lo, ja que és l'única manera d'acabar amb el regnat de Einon. Einon càrrecs en Bowen amb una daga, però a contracor Bowen llança una destral al cor exposat de Draco. Draco i Einon ambdós moren, i el cos d'en Draco es dissipa com la seva ànima es converteix en una nova estrella a la constel. Bowen i Kara vagi a dirigir el regne en una era de justícia i fraternitat.

## Repartiment
| Paper                  | Doblatge original  | Doblatge català |
| ---------------------- | ------------------ | --------------- |
| Bowen                  | Dennis Quaid       | Salvador Vives  |
| Draco (Veu)            | Sean Connery       | Joaquín Díaz    |
| Kara                   | Dina Meyer         | Alicia Laorden  |
| Rei Einon              | David Thewlis      |                 |
| Gilbert de Glockenspur | Pete Postlethwaite |                 |
| Reina Aislinn          | Julie Christie     |                 |
| Senyor Felton          | Jason Isaacs       |                 |
| Brok                   | Brian Thompson     |                 |
| Redbeard               | Terry O'Neill      |                 |
| Joves Einon            | Lee Oakes          |                 |
| Joves Kara             | Sandra Kovacicova  |                 |